# Box-office 2004 au Canada et aux États-Unis
Cet article traite du box-office de 2004 au Canada et aux États-Unis.

## Classement
| Rang | Titre                                               | Pays                  | Réalisateur                                  | Budget en USD | Recettes      | Recettes |
| ---- | --------------------------------------------------- | --------------------- | -------------------------------------------- | ------------- | ------------- | -------- |
| 1.   | Shrek 2                                             | États-Unis d'Amérique | Andrew Adamson                               |               | 441 226 247 $ | 16 (fin) |
| 2.   | Spider-Man 2                                        | États-Unis d'Amérique | Sam Raimi                                    | 215 000 000   | 373 585 825 $ | 20 (fin) |
| 3.   | La Passion du Christ                                | États-Unis d'Amérique | Mel Gibson                                   | 30 000 000    | 370 274 604 $ | 22 (fin) |
| 4.   | Mon beau-père, mes parents et moi                   | États-Unis d'Amérique | Jay Roach                                    |               | 279 261 160 $ | 19 (fin) |
| 5.   | Les Indestructibles                                 | États-Unis d'Amérique | Brad Bird                                    | 92 000 000    | 261 441 092 $ | 23 (fin) |
| 6.   | Harry Potter et le Prisonnier d'Azkaban             |                       | Alfonso Cuarón                               |               | 249 541 069 $ | 23 (fin) |
| 7.   | Le Jour d'après                                     |                       | Roland Emmerich                              |               | 186 740 799 $ | 23 (fin) |
| 8.   | La Mort dans la peau                                |                       | Paul Greengrass                              |               | 176 241 941 $ | 15 (fin) |
| 9.   | Benjamin Gates et le Trésor des Templiers           |                       | Jon Turteltaub                               |               | 173 008 894 $ | 28 (fin) |
| 10.  | Le Pôle express                                     |                       | Robert Zemeckis                              |               | 162 775 358 $ | 17 (fin) |
| 11.  | Gang de requins                                     |                       | Rob Letterman, Vicky Jenson et Bibo Bergeron |               | 160 861 908 $ | 14 (fin) |
| 12.  | I, Robot                                            |                       | Alex Proyas                                  |               | 144 801 023 $ | 24 (fin) |
| 13.  | Troie                                               |                       | Wolfgang Petersen                            | 175 000 000   | 133 378 256 $ | 25 (fin) |
| 14.  | Ocean's Twelve                                      |                       | Steven Soderbergh                            | 110 000 000   | 125 544 280 $ | 15 (fin) |
| 15.  | Amour et Amnésie                                    |                       | Peter Segal                                  |               | 120 908 074 $ | 20 (fin) |
| 16.  | Van Helsing                                         |                       | Stephen Sommers                              |               | 120 177 084 $ | 14 (fin) |
| 17.  | Farenheit 9/11                                      |                       | Michael Moore                                |               | 119 194 771 $ | 15 (fin) |
| 18.  | Les Désastreuses Aventures des orphelins Baudelaire |                       | Brad Silberling                              |               | 118 634 549 $ | 19 (fin) |
| 19.  | Dodgeball ! Même pas mal !                          |                       | Rawson Marshall Thurber                      |               | 114 326 736 $ | 20 (fin) |
| 20.  | Le Village                                          |                       | M. Night Shyamalan                           |               | 114 197 520 $ | 18 (fin) |
| 21.  | The Grudge                                          |                       | Takashi Shimizu                              |               | 110 359 362 $ | 9 (fin)  |
| 22.  | Aviator                                             |                       | Martin Scorsese                              | 110 000 000   | 102 610 330 $ | 24 (fin) |
| 23.  | Collatéral                                          |                       | Michael Mann                                 | 65 000 000    | 101 005 703 $ | 11 (fin) |
| 24.  | Million Dollar Baby                                 |                       | Clint Eastwood                               | 30 000 000    | 100 492 203 $ | 25 (fin) |

## Classement par Week End
| #  | Date              | Film no 1                                           | Recettes      |
| -- | ----------------- | --------------------------------------------------- | ------------- |
| 1  | 2 janvier 2004    | Le Seigneur des anneaux : Le Retour du roi          | 30 750 000 $  |
| 2  | 9 janvier 2004    | Le Seigneur des anneaux : Le Retour du roi          | 14 209 098 $  |
| 3  | 16 janvier 2004   | Polly et moi                                        | 27 647 924 $  |
| 4  | 23 janvier 2004   | L'Effet papillon                                    | 17 100 261 $  |
| 5  | 30 janvier 2004   | Street Dancers                                      | 16 123 105 $  |
| 6  | 6 février 2004    | Barbershop 2: Back in Business                      | 25 100 000 $  |
| 7  | 13 février 2004   | Amour et Amnésie                                    | 41 382 387 $  |
| 8  | 20 février 2004   | Amour et Amnésie                                    | 21 545 331 $  |
| 9  | 27 février 2004   | La Passion du Christ                                | 83 848 371 $  |
| 10 | 5 mars 2004       | La Passion du Christ                                | 51 323 634 $  |
| 11 | 12 mars 2004      | La Passion du Christ                                | 31 622 989 $  |
| 12 | 19 mars 2004      | L'Armée des morts                                   | 27 326 623 $  |
| 13 | 26 mars 2004      | Scooby-Doo 2 : Les monstres se déchaînent           | 30 725 649 $  |
| 14 | 2 avril 2004      | Hellboy                                             | 23 641 937 $  |
| 15 | 9 avril 2004      | La Passion du Christ                                | 15 546 735 $  |
| 16 | 16 avril 2004     | Kill Bill : Volume 2                                | 25 565 396 $  |
| 17 | 23 avril 2004     | Man on Fire                                         | 23 561 915 $  |
| 18 | 30 avril 2004     | Lolita malgré moi                                   | 25 314 965 $  |
| 19 | 7 mai 2004        | Van Helsing                                         | 54 216 510 $  |
| 20 | 14 mai 2004       | Troie                                               | 45 619 882 $  |
| 21 | 21 mai 2004       | Shrek 2                                             | 103 435 874 $ |
| 22 | 28 mai 2004       | Shrek 2                                             | 72 224 721 $  |
| 23 | 4 juin 2004       | Harry Potter et le Prisonnier d'Azkaban             | 97 645 005 $  |
| 24 | 11 juin 2004      | Harry Potter et le Prisonnier d'Azkaban             | 34 942 327 $  |
| 25 | 18 juin 2004      | Dodgeball ! Même pas mal !                          | 30 768 365 $  |
| 26 | 25 juin 2004      | Farenheit 9/11                                      | 21 637 992 $  |
| 27 | 2 juillet 2004    | Spider-Man 2                                        | 88 561 174 $  |
| 28 | 9 juillet 2004    | Spider-Man 2                                        | 45 180 963 $  |
| 29 | 16 juillet 2004   | I, Robot                                            | 52 179 535 $  |
| 30 | 23 juillet 2004   | La Mort dans la peau                                | 52 235 734 $  |
| 31 | 30 juillet 2004   | Le Village                                          | 50 726 519 $  |
| 32 | 6 aout 2004       | Collatéral                                          | 24 704 621 $  |
| 33 | 13 aout 2004      | Alien vs. Predator                                  | 38 759 958 $  |
| 34 | 20 aout 2004      | L'Exorciste : Au commencement                       | 18 054 727 $  |
| 35 | 27 aout 2004      | Hero                                                | 18 004 535 $  |
| 36 | 3 septembre 2004  | Hero                                                | 8 880 636 $   |
| 37 | 10 septembre 2004 | Resident Evil: Apocalypse                           | 23 036 273 $  |
| 38 | 17 septembre 2004 | Capitaine Sky et le Monde de demain                 | 15 580 663 $  |
| 39 | 24 septembre 2004 | Mémoire effacée                                     | 21 022 111 $  |
| 40 | 1er octobre 2004  | Gang de requins                                     | 47 606 905 $  |
| 41 | 8 octobre 2004    | Gang de requins                                     | 31 330 275 $  |
| 42 | 15 octobre 2004   | Gang de requins                                     | 22 053 426 $  |
| 43 | 22 octobre 2004   | The Grudge                                          | 39 228 751 $  |
| 44 | 29 octobre 2004   | The Grudge                                          | 21 671 832 $  |
| 45 | 5 novembre 2004   | Les Indestructibles                                 | 70 715 630 $  |
| 46 | 12 novembre 2004  | Les Indestructibles                                 | 50 759 707 $  |
| 47 | 19 novembre 2004  | Benjamin Gates et le Trésor des Templiers           | 35 542 886 $  |
| 48 | 26 novembre 2004  | Benjamin Gates et le Trésor des Templiers           | 32 297 202 $  |
| 49 | 3 décembre 2004   | Benjamin Gates et le Trésor des Templiers           | 17 004 769 $  |
| 50 | 10 décembre 2004  | Ocean's Twelve                                      | 39 153 992 $  |
| 52 | 19 décembre 2004  | Les Désastreuses Aventures des orphelins Baudelaire | 30 061 263 $  |
| 53 | 24 décembre 2004  | Mon beau-père, mes parents et moi                   | 44 797 317 $  |
| 54 | 31 décembre 2004  | Mon beau-père, mes parents et moi                   | 41 741 637 $  |